# Luigi Romanelli
Luigi Romanelli (* 21. Juli 1751 in Rom; † 1. März 1839 in Mailand) war ein italienischer Librettist.

## Leben
Romanelli war ein vielbeschäftigter Autor am Ende des 18. und Anfang des 19. Jahrhunderts. Er schrieb Dutzende von Libretti, hauptsächlich für das Mailänder Teatro alla Scala. In dieser Stadt war er auch Professor am Konservatorium.

## Opern, die auf einem Libretto von Romanelli basieren
| Titel                                                 | Genre                     | Akte   | Komponist                  | Premiere           | Ort der Uraufführung          |
| ----------------------------------------------------- | ------------------------- | ------ | -------------------------- | ------------------ | ----------------------------- |
| Virginia                                              | dramma serio per musica   | 3 Akte | Angelo Tarchi              | 8. September 1785  | Florenz, Teatro della Pergola |
| Virginia                                              | opera seria               | 3 Akte | Joachim Albertini          | 7. Januar 1786     | Rom, Teatro delle Dame        |
| Il fabbro parigino o sia La schiava fortunata         | dramma giocoso per musica | 2 Akte | Valentino Fioravanti       | 9. Januar 1789     | Rom, Teatro Capranica         |
| Il trionfo del bel sesso ossia La forza delle donne   | opera buffa               | 2 Akte | Giuseppe Nicolini          | 20. August 1799    | Mailand, Teatro alla Scala    |
| Il ritratto                                           | opera buffa               | 3 Akte | Nicola Antonio Zingarelli  | 12. Oktober 1799   | Mailand, Teatro alla Scala    |
| I baccanali di Roma                                   | opera seria               | 2 Akte | Giuseppe Nicolini          | 21. Januar 1801    | Mailand, Teatro alla Scala    |
| Il puntiglio (Furberia e puntiglio)                   | opera buffa               | 2 Akte | Vincenzo Pucitta           | 7. Juli 1802       | Mailand, Teatro alla Scala    |
| La fortunata combinazione                             | opera buffa               | 2 Akte | Giuseppe Mosca             | 17. August 1802    | Mailand, Teatro alla Scala    |
| La capricciosa pentita                                | dramma giocoso per musica | 2 Akte | Valentino Fioravanti       | 2. Oktober 1802    | Mailand, Teatro alla Scala    |
| Castore e Polluce                                     | melodrammo serio          | 2 Akte | Vincenzo Federici          | Januar 1803        | Mailand, Teatro alla Scala    |
| La schiava di due padroni                             | opera buffa               | 2 Akte | Valentino Fioravanti       | 15. März 1803      | Mailand, Teatro alla Scala    |
| Chi vuol troppo veder diventa cieco (I mariti gelosi) | opera buffa               | 2 Akte | Giuseppe Mosca             | 2. Juli 1803       | Mailand, Teatro alla Scala    |
| Le finte rivali                                       | melodramma giocoso        | 2 Akte | Johann Simon Mayr          | 20. August 1803    | Mailand, Teatro alla Scala    |
| L'impostore avvilito                                  | opera                     |        | Vincenzo Lavigna           | 11. September 1804 | Mailand, Teatro alla Scala    |
| Abenamet e Zoraide                                    | dramma per musica         | 2 Akte | Giuseppe Nicolini          | 26. Dezember 1805  | Mailand, Teatro alla Scala    |
| Coriolano                                             | dramma per musica         | 2 Akte | Vincenzo Lavigna           | 20. Januar 1806    | Turin, Teatro Regio           |
| Idomeneo                                              | opera seria               | 2 Akte | Vincenzo Federici          | 31. Januar 1806    | Mailand, Teatro alla Scala    |
| Adelasia e Aleramo                                    | melodramma serio          | 2 Akte | Johann Simon Mayr          | 26. Dezember 1806  | Mailand, Teatro alla Scala    |
| Paolo Emilio                                          | opera seria               |        | Jannoni                    | 2. Februar 1807    | Mailand, Teatro alla Scala    |
| Cleopatra                                             | opera                     | 2 Akte | Joseph Weigl               | 19. Dezember 1807  | Mailand, Teatro alla Scala    |
| La conquista del Messico                              | dramma per musica         | 2 Akte | Ercole Paganini            | 4. Februar 1808    | Mailand, Teatro alla Scala    |
| Il rivale di se stesso                                | melodramma                | 2 Akte | Joseph Weigl               | 18. April 1808     | Mailand, Teatro alla Scala    |
| Di posta in posta                                     | opera                     |        | Vincenzo Lavigna           | 2. Juli 1808       | Mailand, Teatro alla Scala    |
| Coriolano ossia L'assedio di Roma                     | opera seria               | 2 Akte | Giuseppe Nicolini          | 26. Dezember 1808  | Mailand, Teatro alla Scala    |
| Palmerio e Claudia                                    | dramma per musica         | 2 Akte | Vincenzo Lavigna           | 20. Januar 1809    | Turin, Teatro Regio           |
| Ifigenia in Aulide                                    | melodramma                | 2 Akte | Vincenzo Federici          | 28. Januar 1809    | Mailand, Teatro alla Scala    |
| Orcamo                                                | opera                     |        | Vincenzo Lavigna           | 28. Februar 1809   | Mailand, Teatro alla Scala    |
| L'amante prigioniero                                  | opera                     |        | Bigatti                    | 6. Mai 1809        | Mailand, Teatro alla Scala    |
| Le rivali generose                                    | melodramma giocoso        | 2 Akte | Ercole Paganini und andere | 10. Juni 1809      | Mailand, Teatro alla Scala    |
| Le avventure di una giornata                          | melodramma buffo          | 2 Akte | Francesco Morlacchi        | 26. September 1809 | Mailand, Teatro alla Scala    |
| La vestale                                            | opera seria               | 3 Akte | Vincenzo Pucitta           | 3. Mai 1810        | London, King’s Theatre        |
| La contadina bizzarra                                 | opera buffa               |        | Giuseppe Farinelli         | 16. August 1810    | Mailand, Teatro alla Scala    |
| Raul di Créqui                                        | melodramma serio          | 2 Akte | Johann Simon Mayr          | 26. Dezember 1810  | Mailand, Teatro alla Scala    |
| Abradate e Dircea                                     | dramma per musica         | 2 Akte | Giuseppe Nicolini          | 29. Januar 1811    | Mailand, Teatro alla Scala    |
| Fedra                                                 | opera                     |        | Felice Alessandro Radicati | 5 March 1811       | London, King’s Theatre        |
| Chi non risica non rosica                             | dramma giocoso per musica | 2 Akte | Pietro Generali            | 18. Mai 1811       | Mailand, Teatro alla Scala    |
| La casa dell'astrologo                                | opera buffa               | 2 Akte | Giuseppe Nicolini          | 17. August 1811    | Mailand, Teatro alla Scala    |
| Virginia                                              | dramma serio per musica   | 3 Akte | Pietro Casella             | 26. Dezember 1811  | Mailand, Teatro alla Scala    |
| Tancredi                                              | melodramma serio          | 2 Akte | Stefano Pavesi             | 18. Januar 1812    | Mailand, Teatro alla Scala    |
| La vedova stravagante                                 | opera                     | 2 Akte | Pietro Generali            | 30. März 1812      | Mailand, Teatro alla Scala    |
| La pietra del paragone                                | melodramma giocoso        | 2 Akte | Gioachino Rossini          | 26. September 1812 | Mailand, Teatro alla Scala    |
| Tamerlano                                             | melodramma serio          | 2 Akte | Johann Simon Mayr          | 26. Dezember 1812  | Mailand, Teatro alla Scala    |
| L'isola di Calipso                                    | opera seria               | 2 Akte | Pietro Carlo Guglielmi     | 23. Januar 1813    | Mailand, Teatro alla Scala    |
| Ernesto e Palmira                                     | opera                     |        | Pietro Carlo Guglielmi     | 18. September 1813 | Mailand, Teatro alla Scala    |
| Castore e Polluce                                     | melodramma serio          | 2 Akte | Felice Alessandro Radicati | 27. Mai 1815       | Bologna, Teatro del Corso     |
| L'imboscata                                           | opera                     | 2 Akte | Joseph Weigl               | 8. November 1815   | Mailand, Teatro alla Scala    |
| L'eroismo in amore                                    | melodramma serio          | 2 Akte | Ferdinando Paër            | 26. Dezember 1815  | Mailand, Teatro alla Scala    |
| Margaritta d'Anjou ossia L'orfana d'Inghilterra       | melodramma eroicomico     | 2 Akte | Joseph Weigl               | 26. Juli 1816      | Mailand, Teatro alla Scala    |
| Abradate e Dircea                                     | dramma per musica         | 2 Akte | Paolo Bonfichi             | 23. Januar 1817    | Turin, Teatro Regio           |
| La difesa di Goa                                      | dramma per musica         | 3 Akte | Raffaele Russo             | 17. Januar 1818    | Turin, Teatro Regio           |
| Adelaide di Borgogna                                  | melodramma serio          | 2 Akte | Pietro Generali            | 24. April 1819     | Rovigo, Teatro Sociale        |
| Fedra                                                 | melodramma serio          | 2 Akte | Ferdinando Orlandi         | 10. Juni 1820      | Padua, Teatro Nuovo           |
| La conquista di Granata                               | melodramma serio          | 2 Akte | Giuseppe Nicolini          | 26. Dezember 1820  | Venedig, Teatro la Fenice     |
| Fedra                                                 | melodramma serio          | 2 Akte | Johann Simon Mayr          | 26. Dezember 1820  | Mailand, Teatro alla Scala    |
| La sciocca per astuzia                                | opera buffa               | 2 Akte | Giuseppe Mosca             | 15. Mai 1821       | Mailand, Teatro alla Scala    |
| Elisa e Claudio ossia L'amore protetto dall'amicizia  | melodramma semiserio      | 2 Akte | Saverio Mercadante         | 30. Oktober 1821   | Mailand, Teatro alla Scala    |
| Mandane, regina della Persia                          | opera seria               | 2 Akte | Carlo Coccia               | 4. November 1821   | Lissabon, Teatro São Carlos   |
| Antigona e Lauso                                      | opera seria               | 2 Akte | Stefano Pavesi             | 26. Januar 1822    | Mailand, Teatro alla Scala    |
| La dama locandiera ossia L’albergo de’ pitocchi       | opera buffa               | 2 Akte | Giuseppe Mosca             | 8. April 1822      | Mailand, Teatro alla Scala    |
| La vestale                                            | melodramma serio          | 3 Akte | Giovanni Pacini            | 6. Februar 1823    | Mailand, Teatro alla Scala    |
| Le finte amazzoni                                     | opera                     |        | Pietro Raimondi            | 15. Mai 1823       | Mailand, Teatro alla Scala    |
| Aspasia e Agide                                       | melodramma serio          | 2 Akte | Giuseppe Nicolini          | 8. Mai 1824        | Mailand, Teatro alla Scala    |
| Isabella ed Enrico                                    | melodramma semiserio      | 2 Akte | Giovanni Pacini            | 12. Juni 1824      | Mailand, Teatro alla Scala    |
| La gelosia corretta                                   | melodramma semiserio      | 3 Akte | Giovanni Pacini            | 27. März 1826      | Mailand, Teatro alla Scala    |
| Gli arabi nelle Gallie o sia Il trionfo della fede    | melodramma serio          | 2 Akte | Giovanni Pacini            | 8. März 1827       | Mailand, Teatro alla Scala    |
| Saladino e Clotilde                                   | melodramma tragico        | 2 Akte | Nicola Vaccai              | 4. Februar 1828    | Mailand, Teatro alla Scala    |